# 木八剌 (御史中丞)
木八剌（?—?），元朝大臣，蒙古怯烈氏。
木八剌其父孛魯歡，他是第二子。初立御史臺，木八剌為御史中丞。樞密副使孛羅、御史中丞木八剌向元世祖引見藥失謀，奏称：「此忽押忽辛子也，乞以其祖父虎符授之。」藥失謀是闊里吉思的父亲。